# Palme-familien
Palme-familien (Arecaceae) er udbredt overalt i troperne og delvist også i subtroperne. Arterne har næsten alle en uforgrenet stamme, men der er dog undtagelser. Bladene har en bladfod, som danner en lukket skede. Frugten er et tørt bær med 1-3 frø. Hovedroden er kort og tæt forgrenet. Familien hed tidligere Palmaceae.
| Slægter |

| - Acanthophoenix - Acoelorrhaphe - Acrocomia - Actinokentia - Actinorhytis - Adonidia - Aiphanes - Allagoptera - Ammandra - Aphandra - Archontophoenix - Betel-Palme (Areca) - Arenga - Asterogyne - Astrocaryum - Attalea - Bactris - Balaka - Barcella - Basselinia - Beccariophoenix - Bentinckia - Bismarckia - Borassodendron - Borassus - Blåpalme-slægten (Brahea) - Brassiophoenix - Brongniartikentia - Burretiokentia - Butia - Spanskrør (Calamus) - Calyptrocalyx - Calyptrogyne - Calyptronoma - Carpentaria - Carpoxylon - Caryota - Ceratolobus - Ceroxylon - Chamaedorea | - Dværgpalme-slægten (Chamaerops) - Chambeyronia - Chelyocarpus - Chuniophoenix - Clinosperma - Clinostigma - Coccothrinax - Kokospalme (Cocos) - Colpothrinax - Copernicia - Corypha - Cryosophila - Cyphokentia - Cyphophoenix - Cyphosperma - Cyrtostachys - Daemonorops - Deckenia - Desmoncus - Dictyocaryum - Dictyosperma - Dransfieldia - Drymophloeus - Dypsis - Oliepalme (Elaeis) - Eleiodoxa - Eremospatha - Eugeissona - Euterpe - Gastrococos - Gaussia - Geonoma - Guihaia - Hedyscepe - Heterospathe - Howea - Hydriastele - Hyophorbe - Hyospathe - Hyphaene | - Iguanura - Iriartea - Iriartella - Itaya - Johannesteijsmannia - Juania - Honning-Palme (Jubaea) - Jubaeopsis - Kentiopsis - Kerriodoxa - Korthalsia - Laccospadix - Laccosperma - Latania - Lemurophoenix - Leopoldinia - Lepidocaryum - Lepidorrhachis - Leucothrinax - Licuala - Linospadix - Livistona - Lodoicea - Loxococcus - Lytocaryum - Manicaria - Marojejya - Masoala - Mauritia - Mauritiella - Maxburretia - Medemia - Metroxylon - Myrialepis - Nannorrhops - Nenga - Neonicholsonia - Neoveitchia - Nephrosperma - Normanbya | - Nypa - Oenocarpus - Oncocalamus - Oncosperma - Orania - Oraniopsis - Parajubaea - Pelagodoxa - Phoenicophorium - Dadel-Palme (Phoenix) - Pholidocarpus - Pholidostachys - Physokentia - Phytelephas - Pigafetta - Pinanga - Plectocomia - Plectocomiopsis - Podococcus - Pogonotium - Polyandrococos - Ponapea - Prestoea - Pritchardia - Pritchardiopsis - Pseudophoenix - Ptychococcus - Ptychosperma - Bast-Palme (Raphia) - Ravenea - Reinhardtia - Retispatha - Rhapidophyllum - Rhapis - Rhopaloblaste - Rhopalostylis - Roscheria - Roystonea - Palmetto (Sabal) - Salacca | - Satakentia - Satranala - Schippia - Sclerosperma - Serenoa - Socratea - Solfia - Sommieria - Syagrus - Synechanthus - Tahina - Tectiphiala - Thrinax - Hørpalme-slægten (Trachycarpus) - Trithrinax - Veitchia - Verschaffeltia - Voanioala - Wallichia - Washingtonia - Welfia - Wendlandiella - Wettinia - Wodyetia - Zombia |